# Định lý Sondat

Định lý Sondat

Định lý Sondat là một số các định lý trong lĩnh vực hình học phẳng liên quan đến các tam giác trực giao. Hai tam giác có các cạnh tương ứng với nhau gọi là tam giác trực giao với nhau.

## Nội dung các định lý

### Định lý Sondat về đường thẳng chia đôi hai trực tâm tam giác
Cho hai tam giác ABC và A1B1C1 có các cạnh tương ứng vuông góc với nhau, và giao điểm của các cạnh tương ứng nằm trên một đường thẳng khi đó đường thẳng này sẽ chia đoạn thẳng nối hai trực tâm tam giác thành hai đoạn bằng nhau.
Ngoài ra cũng còn một định lý được đặt theo tên Sondat là nói về hai tam giác vừa trực giao và vừa thấu xạ, nội dung định lý như sau:

### Định lý Sondat về hai tam giác thấu xạ và trực giao
Hai tam giác ABC và A'B'C' vừa thấu xạ và vừa trực giao thì hai cực trực giao và tâm thấu xạ thẳng hàng.